# Sport en Lettonie
Le sport en Lettonie fut influencé par l'histoire du pays. En effet, la Lettonie accède à l'indépendance en 1991. Ce n'est qu'après cette date que les différentes fédérations sportives ont été créées (ou recréées). Les Lettons sportifs peuvent ainsi concourir sous les couleurs de leur pays.
Le sport national est le hockey sur glace.
Le football et les sports d'hiver sont aussi très populaires.
Beaucoup d'autres activités sportives et récréatives sont également populaires en Lettonie.
Le sport en Lettonie est organisé par l'Académie lettone de l'Éducation Sport (LASE) se trouve à Riga, (capitale de la Lettonie).

## Disciplines

### Hockey sur glace
Le hockey sur glace est le sport national en Lettonie. La Fédération lettone de hockey est membre de la Fédération internationale (IIHF) depuis 1931. Elle a recensé 3 171 joueurs hommes, 79 femmes et 1 441 juniors pour la saison 2010/2011.
Sa ligue professionnelle est la Ligue de hockey supérieur letton, organisée depuis 1931. En Lettonie, il y a aussi plusieurs ligues de hockey amateur.
L'équipe de Lettonie de hockey sur glace est la sélection nationale de Lettonie regroupant les meilleurs joueurs de hockey sur glace lettons lors des compétitions internationales. En 2015, l'équipe est classée 10e au monde par la Fédération internationale de hockey sur glace.
En 1975, Viktor Hatulev du Dinamo Riga est devenu le premier joueur de hockey sur glace de l'Union soviétique repéré par la Ligue nationale de hockey (LNH), mais n'a jamais eu la chance de jouer, les joueurs soviétiques n'étant pas autorisés à jouer pour des équipes étrangères.
Helmuts Balderis était l'étoile du hockey letton des années 1970 et 1980, et a atteint des records historiques (marquant 333 buts en championnats soviétiques) pour un attaquant letton. Il fut le meilleur buteur de la Ligue élite soviétique à deux reprises (1977 et 1983) et le joueur de l'année en 1977. Balderis a également joué pour l'équipe nationale soviétique, et a gagné les Championnats du Monde (1978, 1979 et 1983). Balderis a été nommé le meilleur attaquant du Championnat du monde de hockey 1977. Malgré ses bonnes statistiques, il n'a pas été sélectionné pour les Jeux olympiques d'hiver de 1984, peut-être pour des raisons politiques ou nationales. Ainsi Balderis est devenu le meilleur buteur soviétique qui ait joué pour l'équipe nationale, mais n'a jamais reçu la médaille d'or olympique.
Les gardiens de but Vitālijs Samoilovs et Artūrs Irbe ont également joué pour l'équipe soviétique dans les années 1980, Irbe était le meilleur gardien de but du Championnat du monde de hockey en 1990.
En 2005, quinze joueurs lettons avaient joué en NHL.

### Football
Le football était le sport le plus populaire en Lettonie au cours de la première période d'indépendance (1918-1940).
L'équipe de Lettonie de football a participé à la phase finale du Championnat d'Europe de football 2004. Le meilleur buteur de l'équipe de football nationale de la Lettonie est Māris Verpakovskis.
Une étude de marketing sportif menée par le cabinet international Mediacom a conclu que le football est le sport le plus populaire en Lettonie, un titre qu'il a tenu pendant trois années consécutives. L'étude annuelle tient compte de 65 activités sportives lettonnes, et calcule leur popularité en tenant compte de la quantité de participants actifs et passifs dans chaque sport, tant au niveau amateur que professionnel, et du la couverture  médiatique de chaque sport.

### Basket-ball
Le basket-ball est un sport populaire en Lettonie.
Les Lettons furent les premiers champions d'Europe en 1935, contre l'Espagne, qui était désavantagée par le fait qu'elle pratiquait habituellement le basket avec 7 joueurs.
Durant la période soviétique, l'équipe de basketball masculine, ASK Riga a dominé la Ligue soviétique dans les années 1950 et au début des années 1960, remportant plusieurs championnats de ligue soviétique et trois Coupes de Champion d'Europe (en 1958, 1959 et 1960). Quatre Lettons, Janis Krumins, Valdis Muiznieks, Cezars Ozers et Maigonis Valdmanis faisaient partie de l'équipe soviétique médaillée d'argent aux Jeux Olympiques d'été de 1960. Les équipes olympiques soviétiques, aux Jeux Olympiques d'été de 1956 et 1964, avaient trois joueurs lettons chacune. L'équipe soviétique aux Jeux Olympiques d'été de 1952 comportait un Letton.
L'équipe féminine, TTT Riga a dominé les années 1970 et 1980, remportant le championnat et la Coupe d'Europe 18 fois, plus que toute autre équipe dans un sport d'équipe. Avec ses 2,12 m Uļjana Semjonova était l'atout de l'équipe durant cette période. Elle n'a jamais perdu un match dans les compétitions internationales, et elle a gagné 2 Jeux olympiques et 3 Championnats du monde.

### Athlétisme
Un nombre important d'athlètes lettons ont obtenu des médailles aux Jeux Olympiques et aux championnats du Monde. Ainārs Kovals a remporté une médaille d'argent au lancer du javelot masculin aux Jeux Olympiques de 2008 à Beijing et Staņislavs Olijars la médaille d'argent en 2002, et la médaille d'or en 2006 aux Championnats d'Europe de 110 m haies. Jeļena Prokopčuka a remporté le marathon de New York en 2005 et en 2006.
Durant la période soviétique, il y avait beaucoup de grands lanceurs de javelot lettons. Inese Jaunzeme est devenue la première Lettone ayant gagné aux Jeux Olympiques (en 1956). En 1960, la  médaille d'or est remportée par un autre lanceur de javelot Elvīra Ozoliņa. Le Letton Jānis Lūsis a remporté les Jeux Olympiques d'été de 1968, il est également 4 fois champion d'Europe. Lūsis établit deux records du monde en lancer du javelot, 91,68 m en 1968 et de 93,80 m en 1972. En 1987, l'IAAF l'a désigné comme le plus grand lanceur de javelot de tous les temps. Dainis Kūla, un autre lanceur de javelot a remporté la médaille d'or des Jeux olympiques en 1980.

### Tennis
Le tennis est quant à lui devenu en un an un sport populaire en Lettonie grâce au jeune prodige Ernests Gulbis. Ce dernier a réussi sa première grosse performance en se qualifiant pour les huitièmes de finale de l'US Open 2007, avant de récidiver quelques mois plus tard lors de Roland-Garros 2008 en atteignant cette fois-ci les quarts, où il a été battu par Novak Djokovic, tête de série n°3. Ernests Gulbis est un grand espoir du tennis mondial, bien qu'il lui reste depuis à confirmer dans les tournois majeurs. En février 2011, il est classé 21e joueur mondial. En 2014, il atteindra la 1/2 finale du tournoi de Roland Garros ainsi que le Top 10 au classement mondial.
On note également les succès de Anastasija Sevastova, n°18 mondiale qui atteindra les 1/4 de finale a l'US Open 2016. Ainsi que de la jeune Jelena Ostapenko, grand espoir du tennis féminin, qui gagne Roland Garros 2017 face à Simona Halep en finale.

### Cyclisme
Plusieurs cyclistes lettons ont connu le succès, tels que Artūrs Matisons, Ivo Lakučs, Māris Štrombergs ou Artis Zentiņš.

### Autres sports
Beaucoup d'autres activités sportives et récréatives sont également populaires en Lettonie.
La course d'orientation est un sport populaire qui combine la course en tout terrain avec cross-country avec les capacités à s'orienter. En Lettonie les courses sont organisées par la Latvijas Orientēšanās federacija.    
La Latvijas Radioamatieru Liga organise les courses de radiogoniométrie sportive est un sport combinant les compétences de la course d'orientation avec les compétences de la radiogoniométrie.
Martins Dukurs est actuellement en skeleton, le meilleur athlète masculin dans le monde.
Oskars Melbārdis a remporté la Coupe du monde de bobsleigh combinée en tant que pilote dans la saison 2012-13.    
L'équipe nationale de bandy s'est qualifiée pour le groupe A dans le Championnat du monde de bandy 2015.

## Galerie

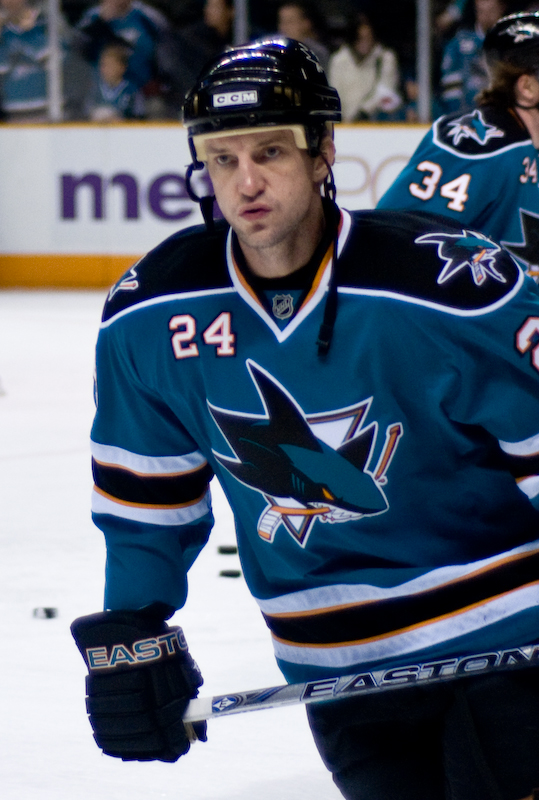
Sandis Ozoliņš
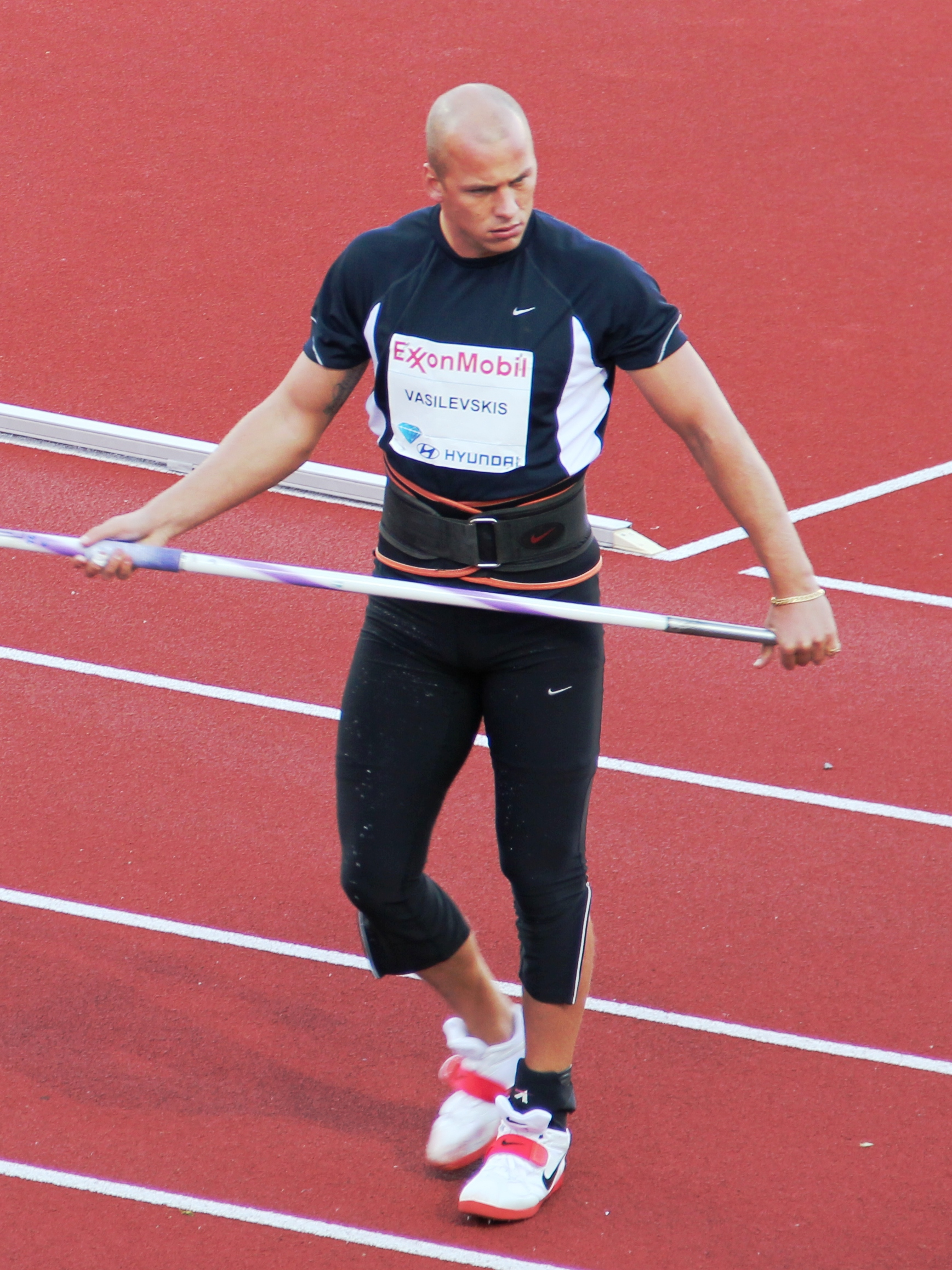
Vadims Vasiļevskis
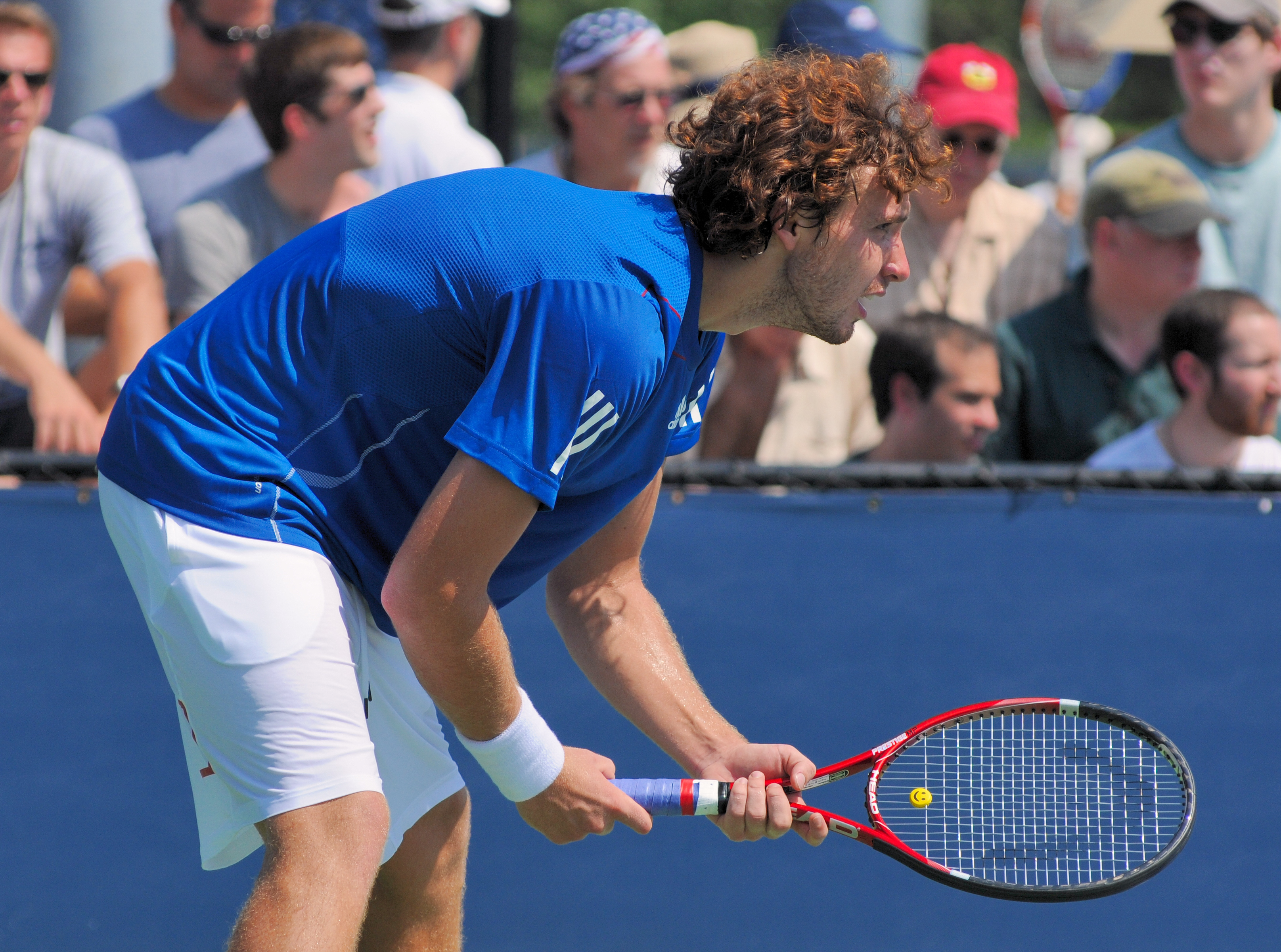
Ernests Gulbis
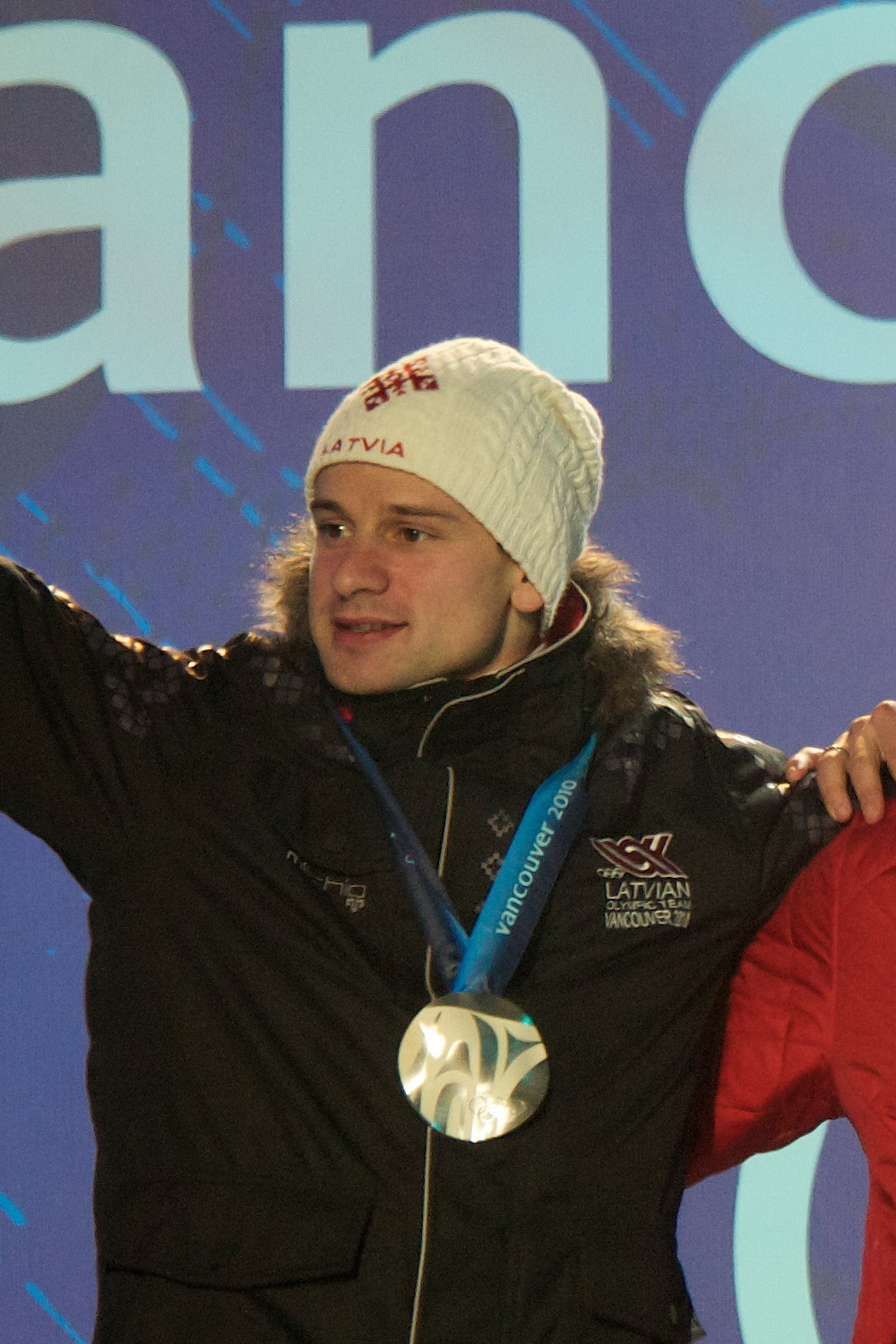
Martins Dukurs
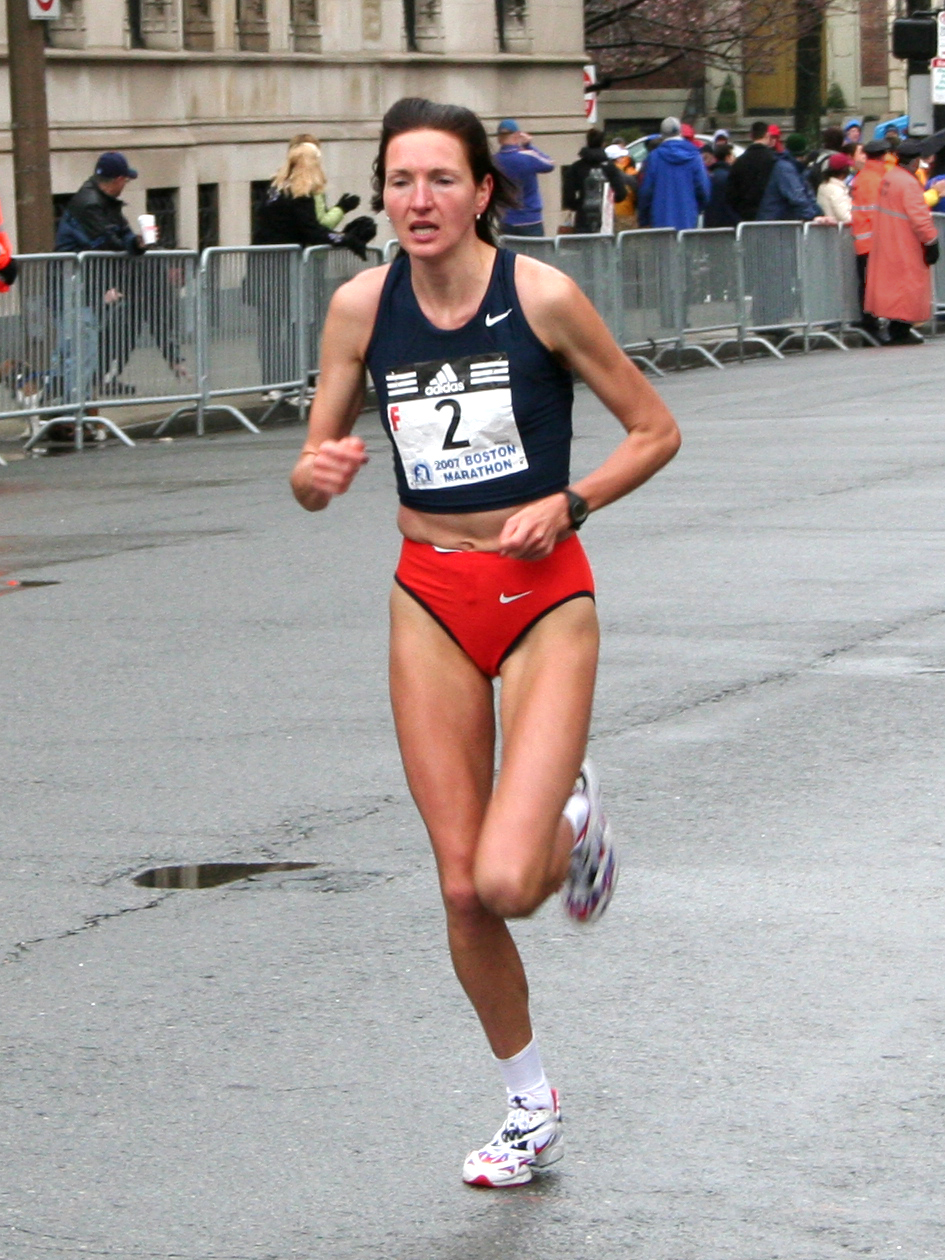
Jeļena Prokopčuka
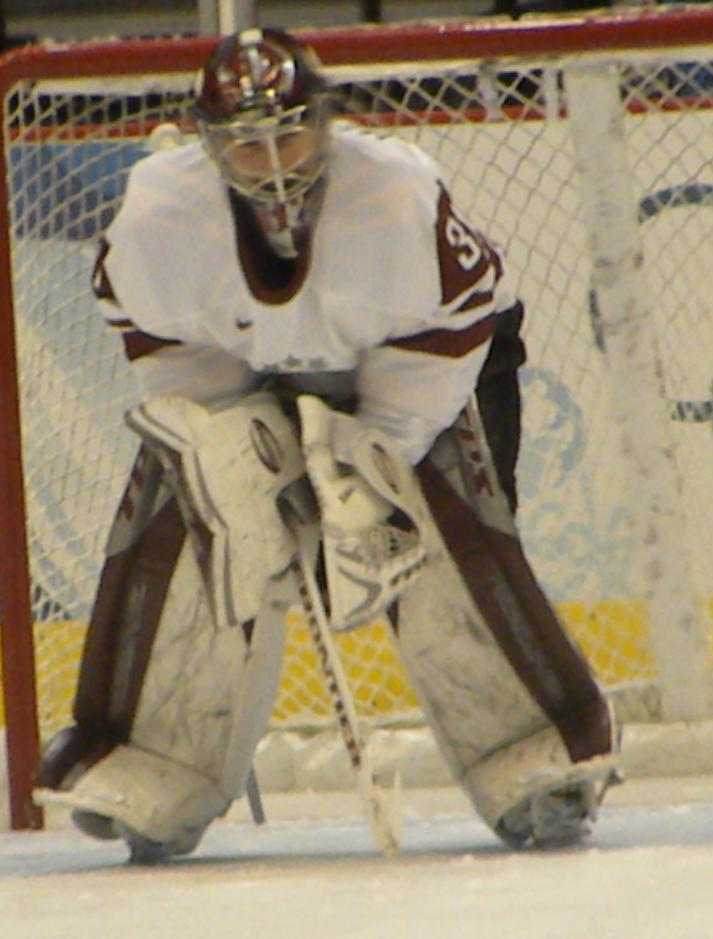
Edgars Masaļskis
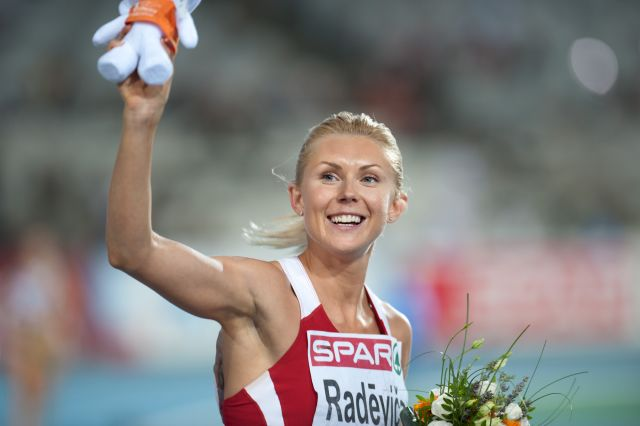
Ineta Radēviča
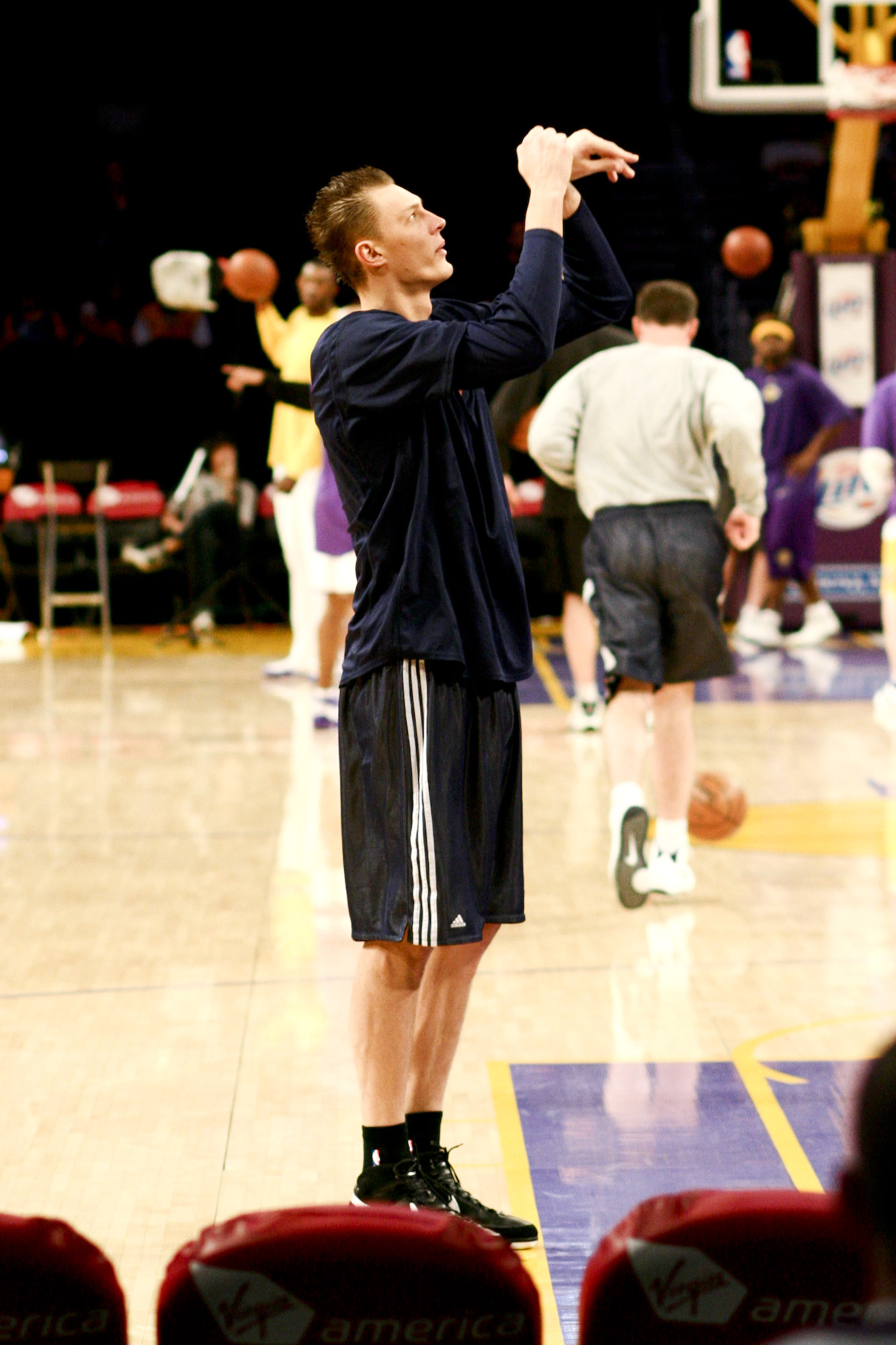
Andris Biedriņš
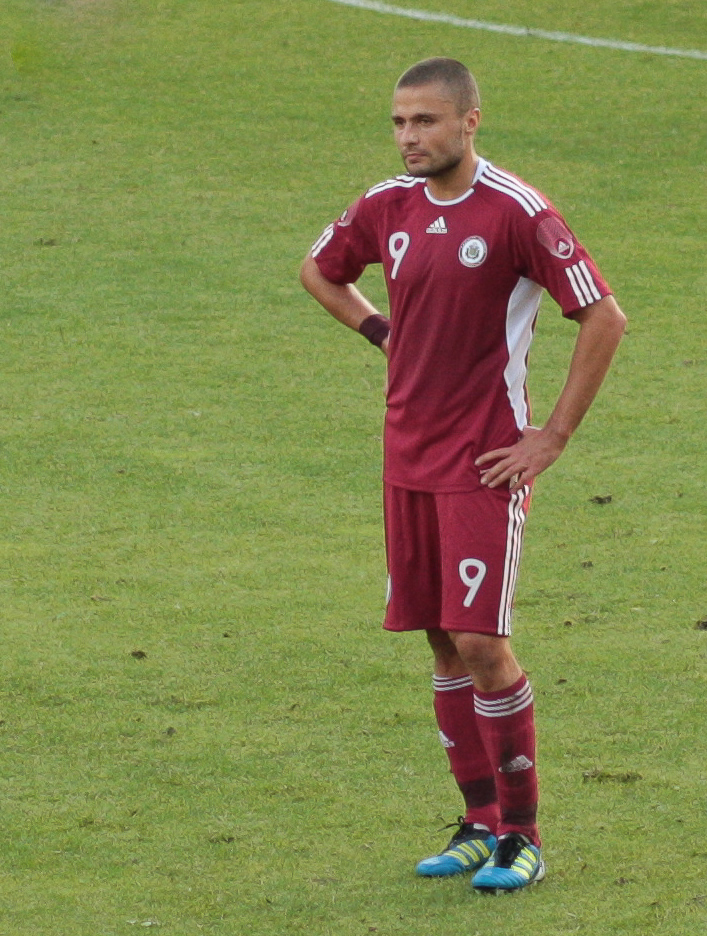
Māris Verpakovskis